# باشگاه فوتبال پرسیپورا جایاپورا
پرسیپورا جایاپورا یا "پرسیپورا" یک باشگاه فوتبال اندونزی است. این باشگاه با لقب Mutiara Hitam(مروارید سیاه) شناخته می‌شود و در مسابقات سوپر لیگ فوتبال اندونزی بازی می کند.

## افتخارات

### لیگ ملی
- سوپر لیگ فوتبال اندونزی
  - قهرمانی (٤): ۲۰۰۸/۰۹، ۲۰۱۰/۱۱، ،٢٠١٥/١٦ ،۲۰۱۲/۱۳
  - نایب قهرمانی (۳): ۲۰۰۹/۱۰، ۲۰۱۱/۱۲، ۲۰۱۴
- لیگ دسته یک اندونزی
  - قهرمانی: ۲۰۰۵
- لیگ پرسریکاتان
  - نایب قهرمان: ۱۹۸۰
- لیگ پرسریکاتان دسته یک
  - قهرمانی (۲): ۱۹۷۹، ۱۹۹۳

### جام ملی
- جام پیلا اندونزی
  - نایب قهرمانی (۳): ۲۰۰۶، ۲۰۰۷، ۲۰۰۹

### مسابقات بین‌المللی
- ای‌اف‌سی کاپ
  - نیمه نهایی: ۲۰۱۴
  - یک چهارم: ۲۰۱۱